# ダイイング・アース (ジャンル)
ダイイング・アース（英: Dying Earth）とは、サイエンス・フィクションまたはサイエンス・ファンタジーのサブジャンルの1つで、地球が消滅しかけている、あるいは宇宙そのものが消滅しようとしている「遠未来の地球」を舞台とすることを特徴とする。疲れきって一様化し資源の枯渇した世界を描き、復活の兆しが描かれることもある。

## 概要
「終末もの」のサブジャンルであり、かなり古くから書かれている。一般に壊滅的な破壊が描かれることはなく、むしろ地球のエントロピー的消耗を描く。このジャンルの前兆はロマン主義運動の作品に見られる。Jean-Baptiste Cousin de Grainville の Le Dernier Homme (1805) は、地球最後の男の物語であり、地球が完全に不毛な地となった物寂しい未来を描いている。
バイロンの詩 "Darkness" (1816) は太陽が死んだ後の地球を描いたものである。
別の初期の例としてカミーユ・フラマリオンの La Fin du Monde（世界の終り、1893年）がある。この長編小説の前半は、25世紀に彗星が地球と衝突する話である。後半は地球上で文明が興亡を繰り返し人類が進化していく歴史を描き、最終的に地球が不毛の惑星となって終りを迎える。もっと有名な例としてH・G・ウェルズの『タイム・マシン』(1895) がある。この作品の最後で時間旅行者が目にしたのは、死にかけの地球でわずかな生物が生き残っている姿だった。彼は元の時間に戻って友人たちにその物語を語った。
ウィリアム・H・ホジスンは、ウェルズのビジョンを練り直して2つの作品を書き上げている。『異次元を覗く家』(1908) は、超自然的な力に取り囲まれた家を舞台にしている。語り手は（特に説明されない物理的力によって）遠い未来に連れて行かれ、人類が死に絶えた世界を見て、さらに地球の死をも目撃する。『ナイトランド』(1912) では太陽が燃え尽きた数百万年後の未来が描かれている。生き残った数百万人の人類が巨大な金属製ピラミッド Last Redoubt に住み（おそらく文学に登場した最初のアーコロジー）、暗黒の外界を支配する未知の力に取り囲まれている。
クラーク・アシュトン・スミスは、1930年代から遠未来の地球の大陸ゾティークを舞台とする一連の作品を書いた。1953年11月3日付けのL・スプレイグ・ディ・キャンプへの手紙でスミスは次のように記している。
「過去と未来の大陸についての神智学理論で漠然と示唆されたゾティークは、地球最後の人間の住む大陸だ。現在の我々の周期の大陸は、おそらく何度か沈んでいる。一部は沈んだままで、他は部分的に再浮上して自らを再配置した。（中略）我々の文明の科学や技術は、我々の宗教と共に忘れられている。しかし多数の神々が崇拝されている。そして、魔法と魔神崇拝が太古と同様に再び広まっている。水夫はオールと帆だけを使っている。火器はなく、弓矢と剣と槍などしかない」
正式にはダイイング・アースとはされないが、20世紀前半の「剣と惑星」ものは火星を舞台にすることが多く、有名なエドガー・ライス・バローズの火星シリーズやそれに影響された諸作品、リイ・ブラケットのエリック・ジョン・スタークもの、C・L・ムーアのノースウェスト・スミスものなどがダイイング・アースに近い。これらの作品では古代風で異国風の火星人（その他）が退廃的な衰退期にあり、過去からの悪魔のような敵の存在によって活性化する。科学者たちは真剣にかつて火星に生命が存在していたと考えていたが、その生命が今はほとんどあるいは完全に死に絶えているだろうと考えたことで、そのような現実逃避的冒険の衰退を招く打撃となった。
クラーク・アシュトン・スミスの影響を受け、ジャック・ヴァンスは連作短編集『終末期の赤い地球』(The Dying Earth, 1950) を書いた。この短編集からいくつか続編が書かれている。これらの作品からこのサブジャンル名が付けられた。

## 作品例
年代順に記載
- H・P・ラヴクラフトとR・H・バーロウの「すべての海が（英語版）」(1935) - 人類の文明が衰退しつつあり、地球上の全生命が絶滅に瀕している世界の物語。太陽が赤色巨星へと膨張し始めており、地球は砂漠化の一途をたどっている。部族の最後の生き残りである主人公が水やシェルターや他の生存者を求めて旅に出る。しかし、見つかるのは廃墟と死だけである。
- ドン・A・スチュアートの『夜』(1935) - 短編小説。実験的な反重力装置からの予期せぬ副作用としてテストパイロットは数十億年後の未来に送られる。天の川銀河は直径が1光年未満に縮小され、死んだ地球は膨張した低温の赤い太陽に同じ面を常に向けている。ネオンとヘリウムを除くすべての気体は凍結している。巨大な都市の遺跡は凍りつき、人類が完成させた機械は低温による超伝導のために停止している。
- エドモンド・ハミルトンの『時果つるところ』(1951)
- アーサー・C・クラークの『都市と星』(1956) - それ以前に書いた中編『銀河帝国の崩壊』(1953) を元に長編化したもの
- ブライアン・オールディスの『地球の長い午後』(1962) - 地球の自転が止まり、植物が激しい進化と衰退を演じ、特に熱帯地域（太陽に常に向いている面）は巨大なジャングルに覆われている。細々と生き残っている人類は絶滅の危機にある。
- ポール・アンダースンの"Epilogue" (1962) - 地球から他の恒星系に向かう途中の宇宙船が誤動作のために30億年後に元の太陽系に戻る。太陽は赤く膨張し、地球上の生命は人間の技術の子孫であるサイバネティック生物に置き換えられている。
- アメリカン・コミック『スーパーマン』の一編 "Superman Under the Red Sun" #300 (1963)
- 手塚治虫の『火の鳥 未来編』(1967) - 核戦争により地球上の全ての生命が死滅するが悠久の時の中で再び生命が芽生え同じような進化を辿っていく。
- ジョン・ブラナーの『流れ星をつかまえろ』(1968) - "Earth is But a Star" (1958) を改題した The 100th Millennium (1959) を長編化した作品。ヴァンスの影響を受けた遠未来を舞台にした作品。
- 筒井康隆の『幻想の未来』(1968)
- リン・カーターの Giant of World's End(1969) - すべての大陸がゴンドワナと呼ばれる最後の超大陸を形成する退廃的な遠未来の地球を舞台にしている。
- M・ジョン・ハリスンの《ヴィリコニウム》シリーズ (1970-84) - 数千年間堆積したデトリタスで覆われた死にゆく地球にあるヴィルコニウムという都市を舞台としたシリーズ。[2]
- マイケル・ムアコックの The Dancers at the End of Time シリーズ (1971-81) [3]
- ジョージ・R・R・マーティンの『星の光、いまは遠く』(1977)
- フィリップ・ホセ・ファーマーの Dark Is the Sun (1979) - 遠未来の死にゆく地球を舞台とする。このジャンルの他の作品と同様、「終わる」ということをかみしめ、時間自体の意味を考察している。
- ジーン・ウルフの《新しい太陽の書》シリーズ (1980-87) - 追放された拷問者セヴェリアンの旅を描いた年代記。セヴェリアンは完全な記憶を持ち、一人称で物語を語る。舞台は遠未来で、太陽が衰えていて寒冷化している[4]。 ウルフはヴァンスの小説の直接的影響を認めている。
- C・J・チェリイの短編集 Sunfall (1981) - 遠未来の地球の様々な場所を舞台にした連作短編集。語り口、テーマ、ファンタジー要素は個々の短編によって異なる。
- 宮崎駿の『風の谷のナウシカ』 (1982-94) - 陸地の大部分は砂漠や毒性のある菌類の森である「腐海」に覆われ、人間はわずかな土地でかつての機械文明の遺物を掘り出しながら中近世レベルの文明を細々と維持している。
- ダレル・シュワイッツァーのThe Shattered Goddess（1983年）
- 菊地秀行の『吸血鬼ハンターD』 (1983-2007)
- ドゥーガル・ディクソンの『マンアフターマン』（1990） - ポストヒューマン (人類進化)を描いた作品。
- スティーブン・バクスターの《ジーリークロニクル》シリーズ (1991-) - 人類が幾星霜の時の果てに宇宙に一大帝国を築くものの宇宙そのものの、熱的死と共に滅んでいく様を描いた作品群。
- NHKの人形劇『ざわざわ森のがんこちゃん』（1996-） - 人類が絶滅した遠未来の地球が舞台の物語。かつて人類の科学技術でつくられた高度な知能を持つ恐竜などの動物達の末裔が砂漠の中に残る都市やオアシスで暮らしている。
- 『今、そこにいる僕』（1999） - アニメ作品、遥か未来の死にかけた地球が舞台であることが漠然と示されている。
- Leaf(アクアプラス)の『うたわれるもの』 (2002)
- 『WOLF'S RAIN』 (2003)
- 『TEXHNOLYZE』 (2003)
- 『Ergo Proxy』 (2006)
- グレッグ・ベアの City at the End of Time (2008) - ホジスンの『ナイトランド』へのオマージュ
- 『キャシャーン Sins』(2008)
- つくみずの『少女終末旅行』（2014-2018）